# 位相群

実数の全体は加法に関して位相群を成す

数学における位相群（いそうぐん、英: topological group）は、位相の定められた群であって、そのすべての群演算が与えられた位相に関して連続となるという意味において代数構造と位相構造が両立する。したがって位相群に関して、群としての代数的操作を行ったり、位相空間として連続写像について扱ったりすることができる。位相群の連続群作用は、連続対称性を調べるのに利用でき、例えば物理学などにも多くの応用を持つ。
文献によっては、本項に言うところの位相群を連続群と呼び、単に「位相群」と言えば位相空間として T2（ハウスドルフの分離公理）を満たす連続群すなわちハウスドルフ位相群を意味するものがある。

## 定義
位相空間 G に群演算（乗法あるいは積とよばれる二項演算と逆元をとる単項演算）が定義されているとき、G において群構造と位相構造とが両立する（あるいは可換である、うまくいっている、compatible）とは、条件
1. 乗法 G × G → G; (g, h) ↦ gh は連続である。
2. 反転 G → G; g ↦ g−1 は連続である。

がともに成り立つことを言う（ここで乗法演算の連続性は、G × G に直積位相を与えて位相空間と見たときの連続性（二変数の連続性）であり、各因子それぞれに関して連続（偏連続）というよりも強い）。
定義両立する群構造と位相構造を持つ集合 G は位相群であるという。すなわち位相群は、すべての群演算が連続な群を言う。
この定義では入れていないけれども、多くの文献で G 上の位相がハウスドルフであることを仮定する。これは単位元 1 が G において閉集合を成すと仮定することと同値になる。その理由およびいくつか同値な条件は後述する。いずれにせよ、任意の位相群は適当な商をとることでハウスドルフにすることができる。
圏論の言葉で言えば、位相群とは位相空間の圏における群対象としてちょうど定義できる。これは通常の群が集合の圏における群対象であると言うのと同じ仕方である。群の定義が射（二項の積、単項の反転、零項の単位元）によって与えられているという意味で圏論的定義となっていることに注意せよ。

### 準同型
位相群 G, H に対し、写像 G → H が位相群の準同型であるとは、それが連続な群準同型となるときに言う。位相群の同型は、群同型であって、なおかつ台となる位相空間の間の同相でもある。これは単に連続な群同型であるという条件よりも強く、逆写像もまた連続でなければならない。代数的な群同型だが位相群としては同型でないという位相群の例が存在する。実際、任意の非離散位相群に対し、その位相を離散位相に取り換えた位相群を考えれば、台となる群は同じ（特に同型）だが、位相群としては同型にならない。
すべての位相群と、それらの間のすべての準同型を併せたものは、ひとつの圏を成す。

## 例
- 任意の群は離散位相を考えることにより、自明に位相群と考えることができる（そのような群は離散群と呼ばれる）。この意味で位相群論は通常の群論に含まれる。
- 実数の全体 R に通常の位相を入れたものは、加法に関する位相群となる。より一般に、n-次元ユークリッド空間 Rn は加法に関して位相群である。位相アーベル群の他の例として、円周群 S1 や自然数 n に対するトーラス群（英語版） (S1)n が挙げられる。
- 古典群（英語版）は非アーベル位相群の重要な例である。例えば、成分が実数の n × n 可逆行列全体の成す一般線型群 GL(n, R) は、ユークリッド空間 Rn×nの部分空間としての位相を入れて位相群とみることができる。他の古典群として、直交群 O(n) は、Rn 上の線型変換で、任意のベクトルの長さを変えないもの全体の成す群である。直交群は位相空間としてコンパクトになる。ユークリッド幾何学の大部分は、直交群あるいはそれと近い関係を持つ Rn の対称性の群 O(n) ⋉ Rn の構造の研究と見なすことができる。
- ここまでに挙げた群はすべてリー群、すなわち滑らかな多様体であって、群演算が連続なだけでなく滑らかな写像となるようなものになっている。リー群はよくわかっている位相群である。つまり、リー群に関する多くの問題がリー環に関する準代数的な問題に読み替えられ、そして解決されている。
- リー群でない位相群の例として、有理数の加法群 Q に R から遺伝する位相を入れたものを考える。これは可算な空間であって、かつ離散位相とは異なる位相を持つ。数論において重要な例に、素数 p に対する  p-進整数の加法群 Zp は、有限群 Z/pnZ の n → ∞ の逆極限である。この群 Zp は、コンパクト（実はカントール集合に同相）である点でよく振る舞うが、（実）リー群と異なり完全不連結である。より一般に、p-進リー群（英語版）の理論があって、それには GL(n, Zp) のようなコンパクト群も、GL(n, Qp) のような局所コンパクト群も含まれる。ここに、Qp は p-進数の成す局所コンパクト位相体である。
- ある種の位相群は無限次元リー群（英語版）と見なせる（このような呼び方は砕けた言い方だが、そのような例となる群の様々な族を表すのに、ちょうどよい）。例えば、バナッハ空間やヒルベルト空間のような位相線型空間は加法に関して位相アーベル群になる。他にも研究されている無限次元群として、ループ群（英語版）、カッツ–ムーディ群、自己微分同相群、自己同相群（英語版）、ゲージ群などが挙げられる。
- 任意の乗法単位元を持つバナッハ代数において、その可逆元全体の成す集合（単元群）は乗法に関して位相群を成す。例えば、ヒルベルト空間上の可逆有界作用素の群はこの方法で生じる。

## 性質
- 位相群 G の反転演算は G 上の自己同相である。同様に、各元 a ∈ G の左乗および右乗は G の自己同相を与える。
- 任意の位相空間は、二通りの仕方で、一様空間と見ることができる。左一様性は各元の左乗を一様連続写像とする一様構造を言い、右一様性は右乗を一様連続写像とする一様構造を言う[4]。G が非アーベルならば、これら二つが一致する必要はない。この一様構造により、完備性（英語版）や一様連続性あるいは一様収束性を位相群上で述べることができる。
- 一様空間として、任意の位相群は完全正則（英語版）である。これにより、単位元（のみからなる一点集合）が G において閉（これは T0（コルモゴロフ）条件）ならば、G は T2（ハウスドルフ）、さらに T3½（チホノフ（英語版））にさえなる。G がハウスドルフでないときには、単位元の閉包 K による剰余群 G/H によってハウスドルフ位相群を得ることができる[5]。これは G のコルモゴロフ商をとることと同値である。
定理 (Birkhoff–Kakutani)以下の三つは同値[6]
  - 単位元 1 が G において閉であり、G において 1 の可算基本近傍系が存在する。
  - G は位相空間として距離付け可能である。
  - G 上に左不変距離が存在して、それによる距離位相がもともとの位相に一致する。ただし、G 上の距離が左不変であるとは、各元 a ∈ G の左乗 x ↦ ax が G 上の等距変換となるものをいう。）
- 位相群の任意の部分群は、相対位相に関してそれ自身が位相群になる。G の部分群 H に対し、左剰余類全体の成す集合 G/H に商位相を入れたものは G の等質空間と呼ばれる。商写像 q: G → G/H は常に開になる。例えば、正整数 n に対し、超球面 Sn は、Rn+1 の回転群 SO(n + 1) の等質空間で、実際 Sn = SO(n + 1)/SO(n) が成り立つ。等質空間 G/H がハウスドルフとなるための必要十分条件は、H が G において閉となることである[7]。半ばこれを理由に、位相群の研究において部分群としては閉部分群を主に考えるのが自然である。
- 任意の開部分群 H は G において閉である。これは H の補集合が、開集合 gH (g ∈ G\H) の合併に等しいことからわかる。
- G の正規部分群 H に対し、剰余群 G/H は商位相に関して位相群を成す。この剰余群がハウスドルフとなるための必要十分条件は、H が G において閉となることである。例えば、剰余群 R/Z は円周群 S1 に同型である。
- G の部分群 H に対し、H の閉包もまた部分群となる。同様に、H が G の正規部分群ならば、H の閉包も G において正規になる。
- 任意の位相群において、単位成分（英語版）（すなわち、単位元を含む連結成分）は閉部分群を成す。単位成分 C と任意の点 a ∈ G に対し、左剰余類 aC は G の a を含む連結成分となる。したがって、G における C の左剰余類全体の成す集合、あるいは右剰余類全体の成す集合は、G の連結成分全体の成す集合に等しい。これにより、剰余群 G/C は完全不連結であることが従う[8]
- 通常の群論における代数的な群の同型定理は、位相群に対しては必ずしも正しくない（これは全単射な準同型が必ずしも位相群の同型でないことによる）。それでも、定理に現れる写像を適切に制限すれば、定理は成り立つ。例えば、第一同型定理の主張「f: G → H が準同型ならば、それが誘導する写像 G/ker(f) → im(f) は同型」が成り立つための必要十分条件は、f がその像の上への開写像となることである[9]。

## ヒルベルトの第五問題
位相群とリー群との間の関係について、いくつか強力な結果が存在する。まず、リー群の間の任意の連続準同型 G → H は滑らかになる。これにより、位相群がリー群の構造を持つならば、その構造は一意に決まる。また、カルタンの定理は、リー群の任意の閉部分群がリー部分群、特に滑らかな部分多様体となることを述べる。
ヒルベルトの第五問題は、位相多様体の構造を持つ位相群 G がリー群となるか（つまり、滑らかな多様体の構造が入り、群演算が滑らかであるようにできるか）を問うものである。この問題はGleason, Montgomery, Zippinらによって肯定的に解決された。実は G は実解析的構造を持つ。この可微分構造を用いて、G のリー環を定義することができる（これは被覆空間の違いを除いて連結群 G を決定する線型代数学的な対象である）。結果として、ヒルベルトの第五問題の解は、位相多様体であるような位相群の分類という代数的な問題に帰着されたが、一般には複雑な問題である。
この定理は位相群の広範なクラスに対しても帰結を持つ。まず、任意のコンパクト群（ハウスドルフと仮定する）はコンパクトリー群の射影極限である。その重要な場合の一つが射有限群と呼ばれる有限群の射影極限で、例えば p-進整数全体の成す加法群 Zp や、体の絶対ガロワ群は射有限群である。さらに任意の連結局所コンパクト群が、連結リー群の射影極限になる。他の極端な例で、完全不連結局所コンパクト群（TDLC群）は常にコンパクト開部分群を含み、それは射有限群である必要がある。例えば、局所コンパクト群 GL(n,Qp) はコンパクト開部分群 GL(n,Zp)（これは有限群 GL(n,Z/pr) の r → ∞ の射影極限）を含む。

## （局所）コンパクト群の表現
位相群 G の位相空間 X への（連続）作用は、G の X への群作用であって、対応する写像 G × X → X が連続となるものをいう。同様に、位相群 G の実または複素線型空間 V における表現（線型表現）は、G の V への連続作用であって、各 g ∈ G に対する写像 v ↦ gv が V 上の線型変換となるものを言う。
群作用および表現論は特にコンパクト群に対してはよくわかっており、それは有限群の表現論の内容を一般化するものになっている。例えば、コンパクト群の任意の有限次元表現は既約表現の直和である。また、コンパクト群の無限次元ユニタリ表現は、ヒルベルト空間として既約表現（これらはすべて有限次元）の直和に分解することができる。これはピーター–ワイルの定理の一部である。例えば、フーリエ級数論が述べるのは、円周群 S1 の複素ヒルベルト空間 L2(S1) におけるユニタリ表現の分解である。S1 の既約表現はすべて一次元であり、適当な整数 n に対する z ↦ zn の形をしている（ここで S1 は非零複素数の成す乗法群 C* の部分群と見ている）。これら既約表現は L2(S1) に各々重複度 1 で現れる。
全てのコンパクト連結リー群の既約表現は、分類が済んでいる。特に各既約表現の指標はワイルの指標公式で与えられる。
より一般に、局所コンパクト群は、ハール測度によって与えられる自然な測度および積分の概念が入り、調和解析の豊かな理論を含む。局所コンパクト群の任意のユニタリ表現は、既約ユニタリ表現の直積分として記述できる。この分解は G がI-型（アーベル群や半単純リー群などの重要な例の大部分がこれに含まれる）ならば本質的に一意である。基本的な例はフーリエ変換で、これは実数の加法群 R のヒルベルト空間 L2(R) への作用を R の既約ユニタリ表現の直積分に分解する。R の既約ユニタリ表現はすべて一次元で、適当な a ∈ R に対する x ↦ e2πiax の形をしている。
局所コンパクト群の既約ユニタリ表現は無限次元となり得る。表現論の大きな目標は、認容表現（許容表現）のラングランズ分類に関係して、半単純リー群に対するユニタリ双対（既約ユニタリ表現全体の成す空間）を求めることである。ユニタリ双対は、SL(2,R)など多くの場合について知られているが、全てではない。
局所コンパクトアーベル群 G に対しては、任意の既約ユニタリ表現は一次元である。この場合、ユニタリ双対  は群となり、実は局所コンパクトアーベル群になる。ポントリャーギン双対性とは、局所コンパクトアーベル群 G に対して  のユニタリ双対がもとの群 G に等しいことを述べるものである。例えば、整数の加法群 Z の双対群は円周群 S1 であり、実数の加法群 R の双対群は R に同型である。
任意の局所コンパクト群 G は十分多くの既約ユニタリ表現を持ち、例えば G の任意の点を区別することができる （ゲルファント–ライコフの定理）。対照的に、局所コンパクトでない位相群の表現論は、特別な場合を除きほとんど発展しておらず、おそらく一般論を期待するのは妥当でない。例えば、アーベルなバナッハ・リー群でそのヒルベルト空間上の任意の表現が自明となるものはたくさんある。

## 位相群のホモトピー論
位相群はすべての位相空間の中でも特別のものだが、それはそれらのホモトピー型の意味でもそうである。基本となるのは、位相群 G が弧状連結な位相空間である分類空間 BG を決定することである（分類空間は、緩やかな仮定の下で位相空間上の主 G-束を分類する）。群 G はホモトピー圏において BG のループ空間に同型である。これは G のホモトピー型に様々な制約があることを意味する。これら制約の中にはH空間の広い文脈で満足されるものもある。
例えば、位相群 G の基本群はアーベル群である（より一般に、G のホモトピー群のホワイトヘッド積は零になる）。また、任意の体 k に対するコホモロジー環 H*(G, k) はホップ代数の構造を持つ。ハインツ・ホップとアルマン・ボレルによるホップ代数の構造定理の観点から、これは位相群の取りうるコホモロジー環に強い制約をかけるものになっている。特に、G が弧状連結な位相群でその有理係数コホモロジー環 H*(G, Q) が各次数で有限次元となるならば、この環は Q 上の自由次数付き可換環でなければならない。これはすなわち、偶数次生成元上の多項式環と奇数次生成元上の外積代数との代数のテンソル積である。
特に、連結リー群 G に対し、G の有理係数コホモロジー環は奇数時の生成元上の外積代数である。さらには、連結リー群 G は極大コンパクト部分群 K を（共軛を除いて一意に）持ち、K の G への包含はホモトピー同値になる。したがって、リー群のホモトピー型を記述することは、コンパクトリー群のそれに帰着される。例えば、SL(2, R) の極大コンパクト部分群は円周群 SO(2) で、その等質空間 SL(2, R)/SO(2) は双曲平面に同一視できる。双曲平面は可縮であるから、円周群の SL(2, R) への包含写像はホモトピー同値になる。
最後に、コンパクト連結リー群はキリング、カルタン、ヴァイルによって分類がされた。結果として、リー群の取りうるホモトピー型の本質的に完全な記述ができる。例えば、高々三次元のコンパクト連結リー群は、トーラス、二次特殊ユニタリ群 SU(2)（三次元球面 S3 に微分同相）、その剰余群 SU(2)/{±1} ≅ SO(3)（三次元実射影空間 RP3 に微分同相）の何れかである。

## 一般化
位相群の様々な一般化が、連続性条件を緩めることによって得られる。
- 半位相群 (semitopological group) は、群の乗法が偏連続となる位相を持つ群。すなわち、半位相群 G は各元 c ∈ G の定める二つの写像 x ↦ xc および x ↦ cx が連続になる。
- 準位相群 (quasitopological group) は、反転演算も連続となるような半位相群を言う。
- パラ位相群（英語版） (paratopological group) は、群の乗法が連続となる位相を持つ群（反転は連続とは限らない）、すなわち台となる半群構造が群となるような位相半群（英語版）を言う。